# جورج روبي
السير جورج روبي (بالإنجليزية: Sir George Robey)‏ ـ (20 سبتمبر 1869 ـ 29 نوفمبر 1954) ممثل كوميدي ومغنٍّ إنجليزي، يعد من أعظم ممثلي المسرح الغنائي في أواخر القرن التاسع عشر وأوائل القرن العشرين. عُرف كممثل كوميدي بقدرته على مزج مواقف الحياة اليومية مع عالم اللامعقول الكوميدي.

## حياته
ولد جورج إدوارد ويد (بالإنجليزية: George Edward Wade)‏ ـ وهو اسمه الحقيقي ـ في لندن لأسرة من الطبقة المتوسطة. تلقى تعليمه في إنجلترا وألمانيا، ثم عمل بعدد من الوظائف المكتبية قبل أن يبدأ العمل على مسارح لندن في الحادية والعشرين من عمره، ثم شارك في عرض أقيم بقاعة أكسفورد الموسيقية سنة 1890، حيث نجح في لفت أنظار الجمهور والنقاد، وفي سنة 1892 قام روبي بأول عرض بانتومايم، ونجح عقبه أيضًا في اكتساب المزيد من الشعبية. تلا ذلك اشتراكه في عدة عروض في مانشستر وبيرمنغهام وليفربول، ولم يلبث أن صار ممثلًا أساسيًا في بانتومايم عيد الميلاد.
وصل جورج روبي إلى مرحلة النضج الفني أثناء العقد الأول من القرن العشرين، فقام بعدة جولات خارج بريطانيا، ودأب على الظهور في العروض الغنائية التي تقام للطبقة الأرستقراطية. كان روبي رياضيًا، يمارس الكريكيت وكرة القدم على مستوى شبه احترافي. ساهم بفنه أثناء الحرب العالمية الأولى في جمع الأموال للمجهود الحربي، ومُنح لذلك وسام الإمبراطورية البريطانية من رتبة قائد سنة 1919.
قام روبي أيضًا بالتمثيل الغنائي في الإذاعة ومسرح المنوعات، كما ظهر في السينما للمرة الأولى سنة 1913، غير أن ظهوره هذا لم يحقق نجاحًا ملحوظًا، وفي سنة 1932 قام بدور البطولة في مسرحية «هيلين»، وهو أول أدواره كممثل مسرحي صرف، وقد لفت هذا الدور انتباه العديد من المخرجين البارزين، ومنهم سيدني كارول، الذي اختاره سنة 1935 للعب دور السير فالستاف في المسرحية الشكسبيرية هنري الرابع (الجزء الأول)، وهو نفس الدور الذي لعبه لاحقًا في فيلم لورنس أوليفييه «هنري الخامس» سنة 1944. عاد روبي أثناء الحرب العالمية الثانية إلى جمع الأموال لصالح الأعمال الخيرية والمجهود الحربي، وتشجيع الانضمام إلى الجيش. وفي سنة 1950 بدأت صحة روبي تتدهور، فاضطر إلى التقاعد. مُنح روبي رتبة سير (فارس) من الملكة إليزابيث الأم في أوائل سنة 1954، قبيل وفاته بأشهر قليلة.

## وفاته
في 20 نوفمبر 1954 أصيب جورج روبي بسكتة دماغية أدخلته في شبه غيبوبة لأكثر من أسبوع، وفي 29 نوفمبر توفي روبي في منزله، وأحرقت جثته في محرقة داونز في برايتون.

## روابط خارجية
- جورج روبي على موقع IMDb (الإنجليزية)
- جورج روبي على موقع الموسوعة البريطانية (الإنجليزية)
- جورج روبي على موقع ميوزك برينز (الإنجليزية)
- جورج روبي على موقع ديسكوغز (الإنجليزية)
- جورج روبي على موقع قاعدة بيانات الفيلم (الإنجليزية)